# Johannes Zachariae
Johannes Zachariae (* vor 1384; † 26. Juli 1428 in Erfurt) war ein Augustiner-Eremit, Theologe an der Universität Erfurt und Prediger beim Konzil von Konstanz. Er verfasste zahlreiche Kommentare zu Kirchenthemen und trat für Einheit und Reform der Kirche seiner Zeit ein.
Von seinem Hauptwerk Expositio in Apocalypsim (Erklärung der Offenbarung des Johannes), an dem er zehn Jahre arbeitete, sind nur die Erklärungen der ersten 11 Kapitel in der Stadtbibliothek Trier überliefert. Die nachweislich ebenfalls geschriebenen Erklärungen der übrigen Kapitel gelten als verschollen. Theologen wie Johannes Schiphower oder Martin Luther schrieben Zachariae eine maßgebliche Beteiligung an der Verurteilung von Jan Hus zu, dies wird von der modernen Geschichtsforschung jedoch in Zweifel gezogen.
Zachariae wurde in der Augustinerkirche in Erfurt beigesetzt, in der heute noch ein Epitaph vor dem Hauptaltar an ihn erinnert.